# Martina (Schiff)
Die Martina ist eine Barkasse, die Auslöser eines schweren Unfalls am 2. Oktober 1984 auf der Norderelbe im Hamburger Hafen war. Der Unfallort lag zwischen der Einmündung des Köhlbrands und dem Schiffsanleger Fischereihafen.
Sie kollidierte am Abend des 2. Oktober 1984 auf einer Vergnügungsfahrt mit einer Geburtstagsgesellschaft aus 43 Personen an Bord mit einem Schleppverband und wurde unter Wasser gedrückt. Dabei kamen 19 Menschen ums Leben, darunter 11 Kinder. Mehrere Tote wurden erst Wochen später weiter elbabwärts geborgen.
Das Seeamt stellte fest, dass der Schiffsführer, der zu den Todesopfern gehörte, die Vorfahrt des Schleppverbands missachtet hatte. Es wird vermutet, dass der sehbehinderte Barkassenführer den Schlepper, der den Verband zog, in der Dunkelheit übersehen hat. Bei der Verhandlung vor dem Hamburger Seeamt wurden auch gravierende Mängel in der Hamburger Hafenpatentverordnung offensichtlich, die zum damaligen Zeitpunkt keine allgemein verpflichtenden Sehtests für Schiffsführer im Hamburger Hafen vorsah. In der Folge des Unfalls wurden die Sicherheitsvorschriften verschärft.
Da seinerzeit nach den geltenden Vorschriften die Haftung des Schiffseigners auf den Wert von Schiff und Ladung begrenzt war, zeigte sich ein völlig unzureichender Schutz der Passagiere. Diesen Unfall nahm der Gesetzgeber daher zum Anlass, die Ansprüche wegen Personenschäden vom System der beschränkt-dinglichen Haftung auszunehmen, und führte mit dem zweiten Seerechtsänderungsgesetz eine globale Haftungsbeschränkung ein.
Am 29. Januar 1985 wurde für die Opfer dieser Schiffskatastrophe ein Benefiz-Fußball-Länderspiel in Hamburg zwischen Deutschland und Ungarn ausgetragen, Ungarn siegte 1:0.